# Gerard Menuhin
Gerard Menuhin (* 23. Juli 1948 in Schottland) ist ein Schweizer Holocaustleugner, Filmproduzent und Publizist. Er war Vorstandsvorsitzender der Yehudi-Menuhin-Stiftung Deutschland und Vertreter der Familie Menuhin im Verwaltungsrat des Menuhin-Festivals Gstaad. Bekannt wurde er durch rechte und verschwörungstheoretische Thesen. Er zweifelt den Holocaust an und solidarisiert sich damit mit rechtsextremen Aktivisten.

## Leben
Gerard Menuhin ist der Sohn des Violinisten Yehudi Menuhin und der Tänzerin Diana Rosamund Gould. Er besuchte das Eton College und schloss sein Studium an der Stanford University ab. Er war in New York, London und Paris in der Filmindustrie tätig.

## Kontroverse

### Rücktritt aus den Menuhin-Stiftungen in Deutschland (2005) und der Schweiz (2007)
Wegen als rechtsextremistisch bzw. nationalistisch eingestufter Äußerungen wurde er am 12. November 2005 von der Yehudi-Menuhin-Stiftung Deutschland seines Amtes als Vorsitzender enthoben. Der Geschäftsführer der Stiftung, Winfried Kneip, hatte gegen Menuhin den Vorwurf einer „ausländerfeindlichen Haltung“ erhoben. Man missbilligte „die Nennung unserer Stiftung und ihres Wirkens in einem Medienorgan, das […] dem ‚rechtsextremistischen Umfeld‘ zuzurechnen ist“. Aufmerksam geworden durch Presseberichte, unter anderem bei Spiegel Online, hatte die Stiftung erfahren, dass Gerard Menuhin der National-Zeitung Interviews gegeben hatte, dort als Autor einer Kolumne des Titels „Menuhin und wie er die Welt sieht“ fungiert und sich auch in der NPD-Zeitung Deutsche Stimme äußert.
Angesichts der jüdischen Herkunft der Familie und des humanistischen Engagements Yehudi Menuhins war das öffentliche Echo zum erzwungenen Rücktritt Gerard Menuhins im In- und Ausland beträchtlich. Wegen der Androhung der Credit Suisse, als wichtige Sponsorin der Stiftung ultimativ die Unterstützung einzustellen, trat Menuhin im Juni 2007 auch als Präsident der Schweizer Menuhin-Stiftung Grenchen mit Rücksicht auf den Fortbestand der Institution zurück. Gerard Menuhin teilte mit, sein Bruder Jeremy habe zugesagt, den Posten zu übernehmen.

### Holocaustleugnung 2015
Menuhin ist ein bekannter Autor der Reichsbürgerbewegung und steht dem Weltbild von Rechtspopulisten nahe.
2015 erschien sein Buch Wahrheit sagen, Teufel jagen. Darin bestreitet Menuhin sowohl Deutschlands Verantwortung für den Ausbruch des Zweiten Weltkriegs als auch die Faktizität des Holocaust, den er als „die größte Lüge der Geschichte“ bezeichnet. Die Holocaustleugnerin Ursula Haverbeck stützte sich bei ihren Behauptungen auf Menuhins Buch.

## Schriften
- Elmer. Hutchinson, London 1985, ISBN 978-0091599003.
- Die Antwort. FZ-Verlag, München 2007, ISBN 978-3-924309-81-7.
- Tell the Truth and Shame the Devil. Barnes Review, 2015, ISBN 978-1937787295.
  - Deutsche Ausgabe: Wahrheit sagen, Teufel jagen.  Lühe-Verlag (und epubli), 2017, ISBN 978-3745003819.
- Lies & Gravy - Landmarks in Human Decay. Two Consecutive Plays. Castle Hill Publishers, Uckfield 2019, ISBN 978-1-59148-989-4.